# Hrastnik
Hrastnik es un municipio del centro de Eslovenia, que pertenece a la región estadística de Zasavska. Es el municipio más pequeño de los tres que componen esta región. Como en los municipios vecinos de Trbovlje y Zagorje ob Savi, el principal motor de Hrastnik durante los dos últimos siglos ha sido la minería, al encontrarse a principios del siglo XIX carbón en la región.
- Datos: Q15871
- Multimedia: Hrastnik / Q15871